# Placówka (film)
Placówka – polski film z 1979 roku, zrealizowany na podstawie powieści Bolesława Prusa pod tym samym tytułem.

## Treść
Główny bohater, Józef Ślimak, to polski chłop. Pewnego dnia w okolicę sprowadzają się niemieccy osadnicy, którzy zaczynają wykupywać ziemię od polskich gospodarzy. Ślimak odmawia sprzedaży swojej działki, jednak nowym sąsiadom bardzo zależy, by ją mieć.

## Obsada
- Franciszek Pieczka – Józef Ślimak
- Teresa Lipowska – Jagna
- Andrzej Kozak – Maciek
- Włodzimierz Twardowski – Jędrek
- Janina Grzegorczyk – Magda
- Wanda Ostrowska – Hedwig
- Ewa Zdzieszyńska – Sobieska
- Ewa Żukowska – Głupia Zośka
- Stefan Paska – Helmut
- Włodzimierz Musiał – Knapp
- Włodzimierz Kwaskowski – Hamer
- Ryszard Dembiński – wachmistrz
- Jerzy Braszka – mężczyzna pijący wódkę z Maćkiem w karczmie
- Tomasz Grochoczyński – szwagier dziedzica
- Andrzej Głoskowski – geometra